# Пјанеле (Л'Аквила)
Пјанеле (итал. Pianelle) је насеље у Италији у округу Л'Аквила, региону Абруцо.
Према процени из 2011. у насељу је живело 145 становника. Насеље се налази на надморској висини од 864 м.